# Harald Kloser
Harald Kloser (9 de julho de 1956) é um compositor e roteirista austriaco mais famoso por compor as trilhas sonoras dos filmes The Day After Tomorrow, Alien vs. Predator e 2012.